# قاسم حديفة
قاسم حديفة أو قاسم حذيفة ويُعرف عنه باسم الشيخ أبو علم الدين قاسم حديفة هو شيخٌ درزي من أعلام خلوات البياضة أقدس أماكن العبادة عند الموحدون الدروز؛ ولد سنة 1931 في قرية الكفر بمحافظة السويداء وتوفي في 23 شباط 2021.

## سيرته
وُلد الشيخ أبو علم الدين قاسم حديفة في قرية الكفر بمحافظة السويداء السورية وزار خلوات البياضة لأول مرة في العام 1947 عندما كان يبلغ من العُمر ستة عشر عاماً؛ استمر في التردُدِ على الخلوات حتى منتصف الستينات من القرن الماضي حيث طُلب إليه تدريس الشباب الدروز؛ بعدها انتقل للإقامة في الخلوات ليعيش حياة التعبد والزُهد ويُشرف على تعليم الطُلاب الدروز القاصدين للدين.

## وفاته
توفي قاسم حديفة في 23 شباط من العام 2021 وقد نعت خلوات البياضة وغالبية قرى ومُدن الموحدون الدروز خبره ودعوا لإقامة المآتم له؛ وقد شارك في التشيع وفود من القُرى الدّرزية في لبنان إضافة لوفود من سوريا وفلسطين وتلقت عائلته برقيات تعزية من مشايخ عقل الدروز في السويداء والرئاسة الروحية لطائفة الموحدين الدروز في فلسطين مُقدمة من الشيخ موفق طريف إضافة لبرقية تعزية من وليد جنبلاط رئيس الحزب التقدمي الإشتراكي وغيرهم الكثير من الشخصيات والمؤسسات الدرزية.